# Natchesan
Natchesan. Skupina plemen in jezikov ameriških staroselcev, ki se včasih šteje za ločeno družino in jezikovni izolat in včasih za poddružino družine Muskogean. 
Te jezike so govorila vsaj tri plemena ameriških staroselcev na jugovzhodu Združenih držav. Med njimi so Natchez (po katerem je poimenovan), Avoyel in Taensa. Obstajajo razliična mnenja ali so plemena govorila isti jezik ali dialekte natchesan jezika. 
Potomci govorcev natchesanščine danes govorijo angleško. V sodobnem času ga tudi predlagajo kot pripadnika hipotetične jezikovne naddružine "Gulf".